# Víctor Merenda
Víctor Merenda, né le 31 août 1923 à Cannes et mort le 17 janvier 1968 à Arles est un acteur, réalisateur et scénariste français.

## Filmographie

### Acteur
- 1951 : Pardon My French : François
- 1952 : Entrez dans la danse : François
- 1951 : Coupable ?, d'Yvan Noé : Le contremaitre

### Réalisateur
- 1959 : Sursis pour un vivant (Pensione Edelweiss)
- 1960 : La Nuit des suspectes
- 1963 : Le cave est piégé (ou Chasse à l'homme)

### Scénariste
- 1963 : Le cave est piégé (No temas a la ley)

### Assistant réalisateur
- 1952 : L'Île aux femmes nues d'Henri Lepage
- 1955 : M'sieur la Caille d'André Pergament
- 1955 : Tant qu'il y aura des femmes d'Edmond T. Gréville
- 1957 : Les Délinquants (Delincuentes) de Juan Fortuny
- 1964 : La Tulipe noire de Christian-Jaque
- 1968 : La Bande à César (The Biggest Bundle of Them All) de Ken Annakin